# Legacy Fighting Championship
É uma organização de artes marciais mistas e kickboxing, fundada em 2009 e com sede em Houston, Texas, Estados Unidos. Na lista de lutadores notáveis que já passaram pelo LFC inclui Leonard Garcia, Jonathan Brookins, Anthony Njokuani, Paul Buentello, James McSweeney, Jay Hieron, Thomas Almeida, Sage Northcutt e Holly Holm.
Em 2016, foi anunciada uma fusão do Legacy com o RFA (Resurrection Fighting Alliance), criando assim o LFA (Legacy Fighting Alliance), cuja primeira edição será realizada em 13 de janeiro de 2017.

## MMACampeões
| Divisão            | Peso   | Lutador        | Campeão desde                    | Defesas | Próxima luta              |
| ------------------ | ------ | -------------- | -------------------------------- | ------- | ------------------------- |
| Peso-Pesado        | 120 kg | Cody East      | 17 de Outubro de 2014 (LFC 36)   | 1       |                           |
| Meio-Pesado        | 93 kg  | Leonardo Leite | 26 de Setembro de 2014 (LFC 35)  | 0       |                           |
| Peso-Médio         | 84 kg  | Leonardo Leite | 27 de Fevereiro de 2015 (LFC 39) | 1       |                           |
| Meio-Médio         | 77 kg  | Derrick Krantz | 17 de Julho de 2015 (LFC 43)     | 0       | Alex Morono @ 49          |
| Peso-Leve          | 70 kg  | Vago           | 17 de Agosto de 2015             |         |                           |
| Peso-Pena          | 66 kg  | Vago           | 22 de Agosto de 2014             |         |                           |
| Peso-Galo          | 61 kg  | Vago           | 25 de Julho de 2014              |         |                           |
| Peso-Mosca         | 57 kg  | Damacio Page   | 17 de Outubro de 2014 (LFC 36)   | 1       |                           |
| Peso-galo-Feminino | 57 kg  | Vago           | 04 de Dezembro de 2015 (LFC 49)  |         | Ariel Beck vs. Andrea Lee |

## KickboxingCampeões
| Divisão     | Peso  | Campeão            | Campeão desde                   | Defesas | Próxima luta |
| ----------- | ----- | ------------------ | ------------------------------- | ------- | ------------ |
| Meio-Pesado | 93 kg | Andres Van Engelen | 13 de Novembro de 2015 (LFC 48) | 0       |              |